# Sonate K. 196
La sonate K. 196 (F.148/L.38) en sol mineur est une œuvre pour clavier du compositeur italien Domenico Scarlatti.

## Présentation
La sonate K. 196, en sol mineur, est notée Allegro. Isolée dans le volume II du manuscrit de Venise, elle forme une paire avec la sonate K. 210, en majeur, qui la précède dans Parme, comme c'est le cas pour d'autres sonates du volume IV.

## Manuscrits
Le manuscrit principal est le numéro 25 du volume II (Ms. 9773) de Venise (1752), copié pour Maria Barbara ; l'autre est Parme IV 4 (Ms. A. G. 31409). Une copie figure à Saragosse (E-Zac), source 2, ms. B-2 Ms. 31, fos 103v-105v, no 52 (1751–1752), antérieure à la source italienne.

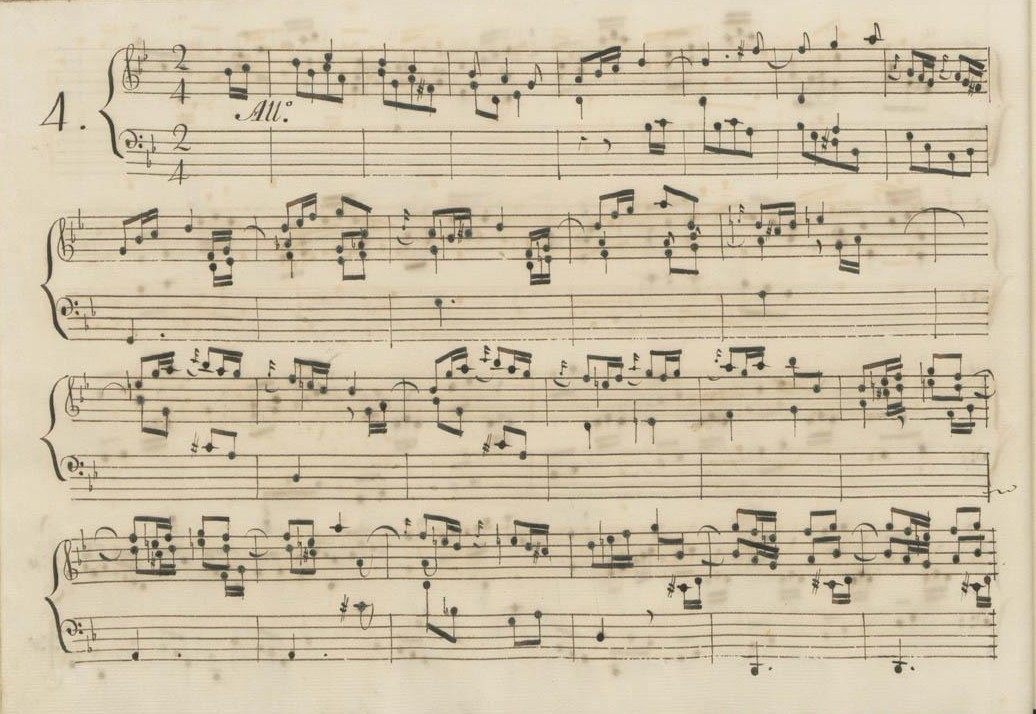
Parme IV 4.
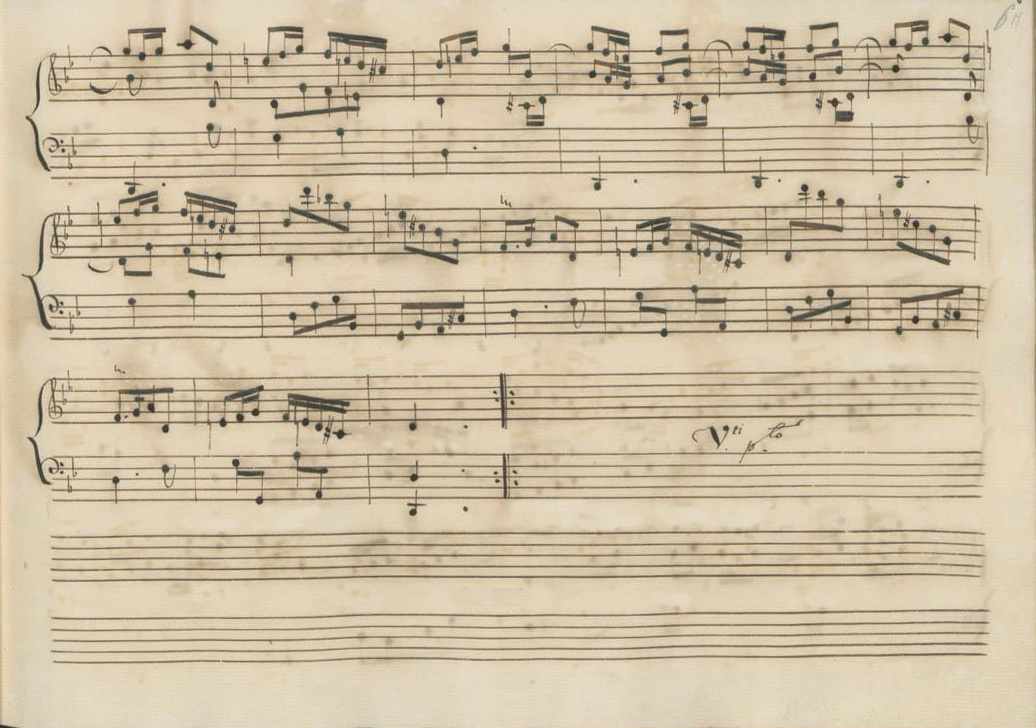
Parme IV 4 (fin de la première section).
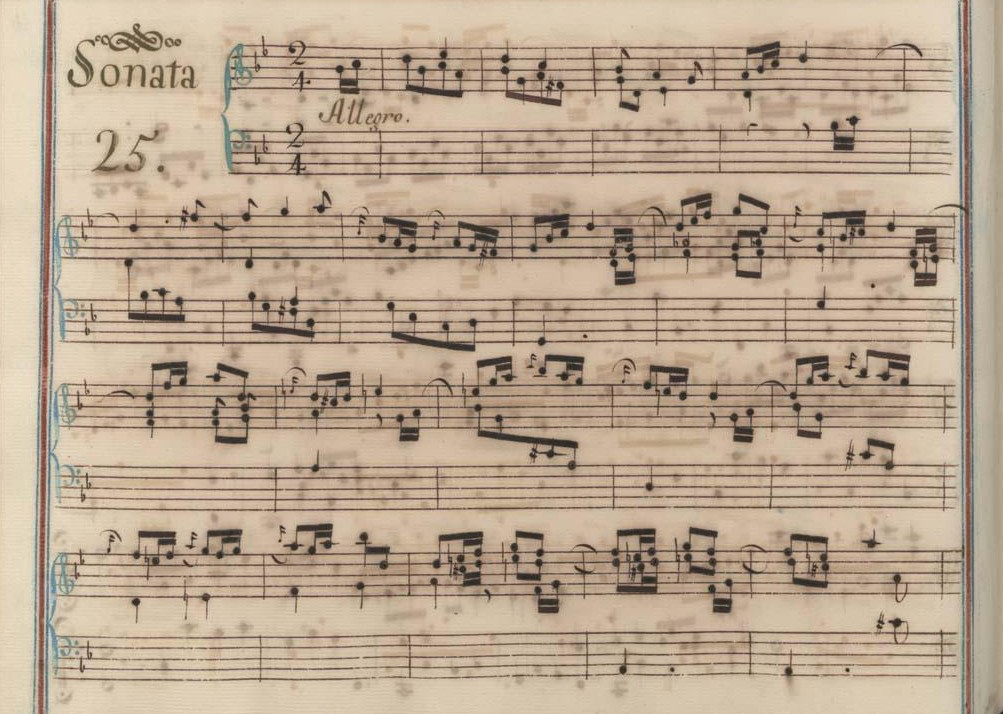
Venise II 25.
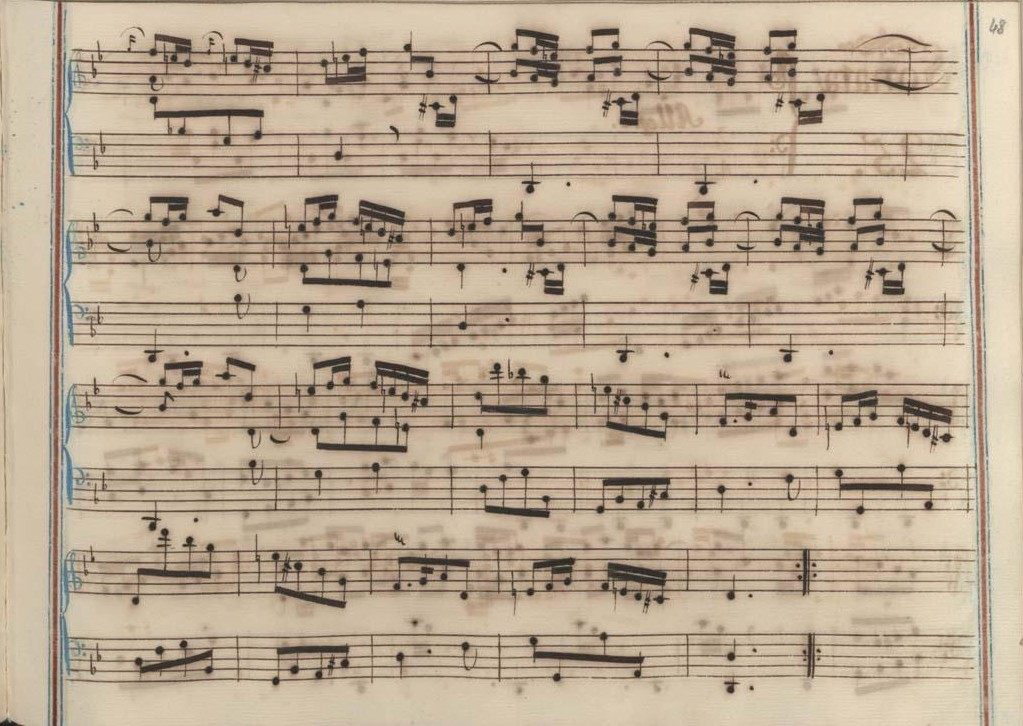
Venise II 25 (fin de la première section).
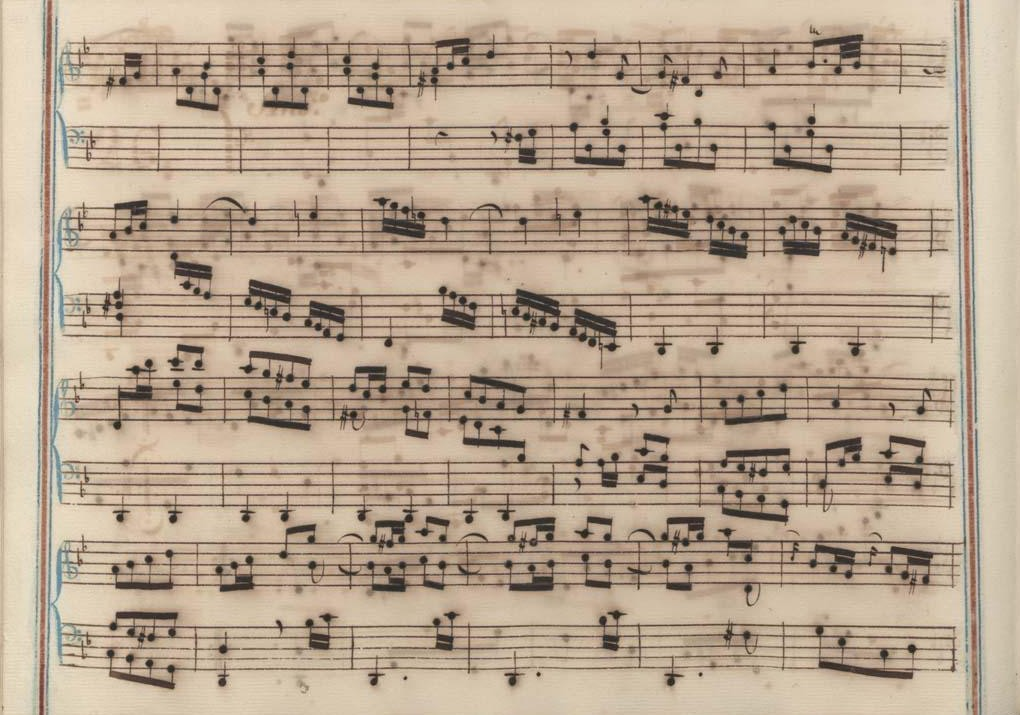
Venise II 25 (début de la seconde section).
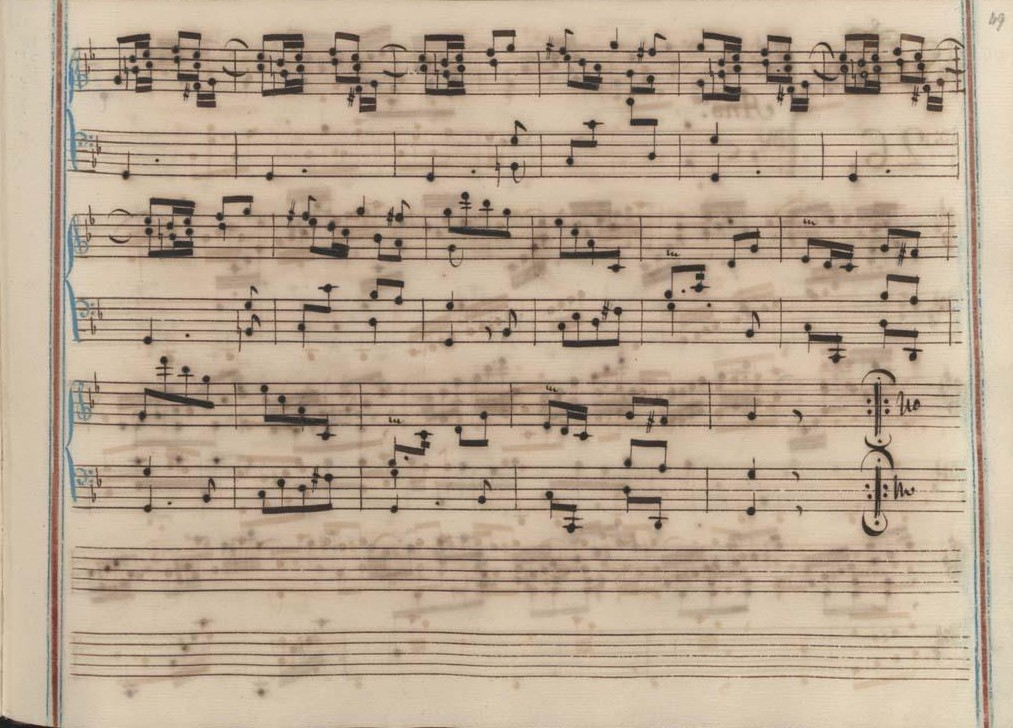
Venise II 25 (fin de la sonate).

## Interprètes
La sonate K. 196 est défendue au piano, notamment par Carlo Grante (2009, Music & Arts, vol. 2) et Alon Goldstein (2018, Naxos, vol. 24) ; au clavecin, elle est jouée par Scott Ross (1985, Erato), Richard Lester (2003, Nimbus, vol. 3) et Pieter-Jan Belder (2002, Brilliant Classics, vol. 5).

## Sources
: document utilisé comme source pour la rédaction de cet article.
- Ralph Kirkpatrick (trad. de l'anglais par Dennis Collins), Domenico Scarlatti, Paris, Lattès, coll. « Musique et Musiciens », 1982 (1re éd. 1953 (en)), 493 p. (ISBN 978-2-7096-0118-4, OCLC 954954205, BNF 34689181).
- Alain de Chambure, « Domenico Scarlatti, Intégrale des sonates — Scott Ross », Erato/Éditions Costallat (2564-62092-2 (livret : 2292-45309-2)), 1985 (OCLC 891183737) .